# 2. Kavallerie-Division (Deutsches Kaiserreich)
Die 2. Kavallerie-Division war ein Großverband der Preußischen Armee, der für die Dauer der Mobilmachung anlässlich des Sardinischen Krieges 1859, des Deutschen Krieges 1866, des Krieges gegen Frankreich 1870/71 und des Ersten Weltkrieges bestand.

## Gliederung

### 1866
- 3. Schwere Kavallerie-Brigade
- 2. Leichte Kavallerie-Brigade
- 3. Leichte Kavallerie-Brigade

### 1870/71
- 3. Kavallerie-Brigade
- 4. Kavallerie-Brigade
- 5. Kavallerie-Brigade
- 1. Batterie/1. Pommersches Feldartillerie-Regiment Nr. 2
- 3. Batterie/1. Schlesisches Feldartillerie-Regiment Nr. 6

### Kriegsgliederung bei Mobilmachung 1914
- 5. Kavallerie-Brigade
  - 1. Brandenburgisches Dragoner-Regiment Nr. 2
  - Ulanen-Regiment „Kaiser Alexander II. von Rußland“ (1. Brandenburgisches) Nr. 3
- 8. Kavallerie-Brigade
  - Kürassier-Regiment „von Seydlitz“ (Magdeburgisches) Nr. 7
  - Thüringisches Husaren-Regiment Nr. 12
- Leib-Husaren-Brigade
  - 1. Leib-Husaren-Regiment Nr. 1
  - 2. Leib-Husaren-Regiment „Königin Viktoria von Preußen“ Nr. 2
- Reitende Abteilung/1. Westpreußisches Feldartillerie-Regiment Nr. 35
- MG-Abteilung Nr. 4
- Pionier-Abteilung

### Kriegsgliederung vom 10. Januar 1918
- 22. Kavallerie-Brigade
  - Dragoner-Regiment „Freiherr von Manteuffel“ (Rheinisches) Nr. 5
  - Husaren-Regiment „Landgraf Friedrich II. von Hessen-Homburg“ (2. Kurhessisches) Nr. 14
- 25. Kavallerie-Brigade
  - Garde-Dragoner-Regiment (1. Großherzoglich Hessisches) Nr. 23
  - Leib-Dragoner-Regiment (2. Großherzoglich Hessisches) Nr. 24
- 7. Königlich Bayerische Kavallerie-Brigade
  - 4. Bayerisches Chevaulegers-Regiment „König“
  - 5. Bayerisches Chevaulegers-Regiment „Erzherzog Friedrich von Österreich“
  - 1. und 2. Radfahr-Kompanie/Brandenburgisches Jäger-Bataillon Nr. 3
  - MG-Abteilung Nr. 2
  - MG-Abteilung Nr. 3
  - 2. Garde-Ulanen-Regiment
  - Reitende Abteilung/1. Ober-Elsässisches Feldartillerie-Regiment Nr. 15
  - Kavallerie-Pionier-Abteilung Nr. 2
  - Kavallerie-Pionier-Abteilung Nr. 7
- Kavallerie-Nachrichten-Abteilung Nr. 2
- Kavallerie-Nachrichten-Abteilung Nr. 7

## Gefechtskalender
Die Division wurde zu Beginn des Ersten Weltkriegs im Rahmen der Mobilmachung gebildet und zunächst an der Westfront eingesetzt. Anfang November 1914 erfolgte die Verlegung an die Ostfront. Dort verblieb sie bis Ende 1916, wurde dann zur Sicherung der belgisch-holländischen Grenze in den Westen verlegt und kam Mitte September 1917 wieder an die Ostfront. Hier war sie auch nach dem Frieden von Brest-Litowsk im Einsatz und beteiligte sich an den Kämpfen zur Unterstützung der Ukraine. Die Räumung der dortigen besetzten Gebiete war erst nach Kriegsende im März 1919 abgeschlossen.

### 1914
- 04. bis 16. August – Eroberung von Lüttich
- 08. bis 22. August – Verschleierungskämpfe vor der Front der 1. und 2. Armee in Belgien
- 23. bis 24. August – Schlacht bei Mons
- 25. bis 27. August – Schlacht bei Solesmes und Le Cateau
- 31. August – Vorstoß auf Choisy-au-Bac und Compiègne
- 01. September – Gefecht bei Villers-Cotterêts
- 02. September – Gefecht bei Senlis
- 03. bis 4. September – Gefecht bei Crépy-en-Valois
- 05. bis 9. September – Schlacht am Ourcq
- 12. bis 16. September – St.-Erme, Juvincourt, La Ville-aux-Bois, Prouvais
- 12. bis 22. September – Kämpfe bei Reims
- 23. bis 29. September – Schlacht an der Somme
- 30. September bis 1. Oktober – Gefecht bei Douai
- 01. bis 13. Oktober – Schlacht bei Arras
- 13. Oktober bis 13. November – Stellungskämpfe in Flandern und Artois
  - 15. bis 28. Oktober – Schlacht bei Lille
  - 30. Oktober bis 13. November – Schlacht bei Ypern
  - 4. bis 7. November – Kampf um Hollebeke
- 07. bis 15. November – Transport nach dem Osten
- ab 15. November – Stellungskämpfe bei Mlawa

### 1915
- bis 2. Juni – Stellungskämpfe bei Mlawa
- 03. Juni bis 13. Juli – Gefechte am Windawski-Kanal und an der oberen Windau
- 14. bis 25. Juli – Schlacht um Schaulen
- 30. Juli bis 7. August – Schlacht bei Kupischky
- 12. bis 19. August – Schlacht bei Schimanzy-Ponedeli
- 05. bis 8. September – Lojan, Daudsewas und an der Lauze
- 05. bis 28. September – Gefechte gegen Jakobstadt
  - 9. bis 15. September – Schlacht vor Dünaburg
- 24. September bis 19. Oktober – Gefechte an der Mjadsjolka und Dryswjata
- ab 20. Oktober – Stellungskämpfe zwischen Narotsch- und Dryswjaty-See

### 1916
- bis 9. August – Stellungskämpfe zwischen Narotsch- und Dryswjaty-See
- 09. bis 24. August – Reserve Oberost
- 25. August bis 5. Oktober – Kämpfe nördlich Zborow (Teile der Division)
- 25. August bis 21. November – Stellungskämpfe westlich Brody
- 22. November bis 8. Dezember – Märsch von Galizien nach Rumänien
- 09. bis 20. Dezember – Verfolgungskämpfe an Jalomita-Prohava und Bazaul
- ab 20. Dezember – Reserve der OHL und Transport nach dem Westen

### 1917
- bis 10. Januar – Reserve der OHL und Transport nach dem Westen
- 11. Januar bis 10. September – Grenzschutz an der belgisch-holländischen Grenze
- 01. bis 10. September – Transport nach dem Osten
- 11. September bis 1. Dezember – Kämpfe am oberen Styr-Stochod
- 01. bis 17. Dezember – Waffenruhe
- ab 27. Dezember – Waffenstillstand

### 1918
- bis 18. Februar – Waffenstillstand
- 18. Februar bis 21. Juni – Kämpfe zur Unterstützung der Ukraine
- 22. Juni bis 15. November – Besetzung der Ukraine
- ab 16. November – Räumung der Ukraine

### 1919
- bis 16. März – Räumung der Ukraine

## Kommandeure
| Dienstgrad            | Name                            | Datum                                  |
| --------------------- | ------------------------------- | -------------------------------------- |
| Generalmajor          | Karl von der Goltz              | 14. Juni bis 18. November 1859         |
| Generalmajor          | Benno Hann von Weyhern          | 08. Mai bis 16. September 1866         |
| Generalleutnant       | Wilhelm zu Stolberg-Wernigerode | 18. Juli 1870 bis 22. Mai 1871         |
| Generalleutnant z. D. | Friedrich von Krane             | 02. August bis 15. September 1914      |
| Generalmajor          | Georg Thumb von Neuburg         | 15. September 1914 bis 30. August 1916 |
| Generalmajor          | Günther von Etzel               | 31. August 1916 bis 10. Mai 1917       |
| Generalmajor          | Karl Leopold von der Goltz      | 11. Mai 1917 bis Kriegsende            |